# Personnages de l'Anneau du Nibelung

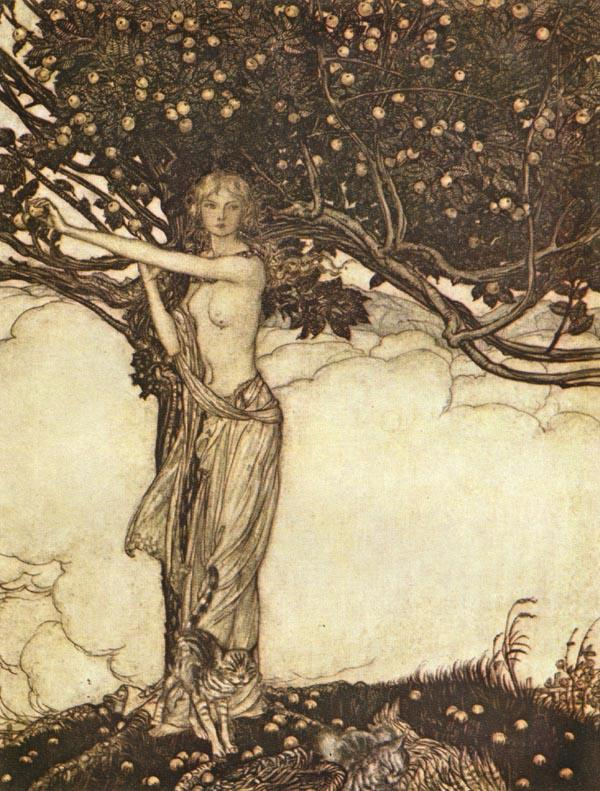
Représentation de Freia, symbole de l'éternelle jeunesse, par Arthur Rackham en 1910.

Personnages de l'Anneau du Nibelung, ensemble de quatre opéras composés par Richard Wagner de 1849 à 1876 : le prologue L'Or du Rhin et les trois journées : La Walkyrie, Siegfried et Le Crépuscule des dieux.
L'œuvre comporte trente-quatre personnages importants.

## Caractéristiques

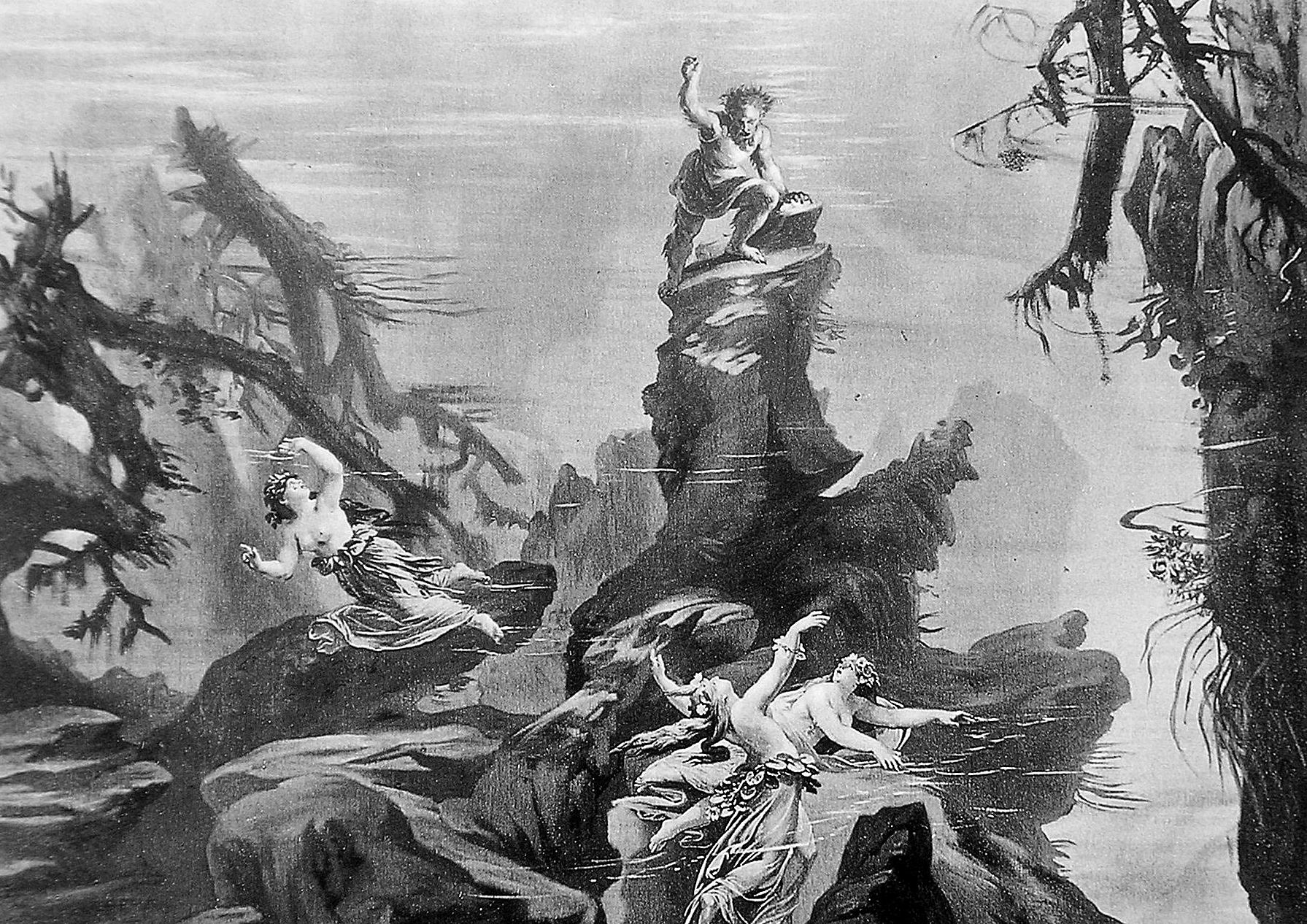
Alberich vole l'or du Rhin devant les Filles du Rhin.

Les personnages de l'Anneau du Nibelung, appelé aussi Tétralogie en français ou Ring en allemand, sont inspirés des mythologies nordique et germanique. Le cycle comporte trente-quatre personnages de grande importance pour l'histoire, chacun avec ses motivations et sa psychologie, liés par des rapports de lignée ou des alliances et chacun avec ses thèmes musicaux. Ce sont les protagonistes d'une lutte cosmique dont l'enjeu est le pouvoir sur le monde.
Aucun personnage n'apparaît dans les quatre opéras ; Wotan, Brünnhilde et Alberich figurent dans trois d'entre eux ; Woglinde, Wellgunde, Flosshilde, Fricka, Fafner, Mime, Erda, Waltraute et Siegfried interviennent dans deux opéras ; les autres personnages n'apparaissent que dans un seul.
Quelques personnages animaux (le Crapaud, les Corbeaux) ne sont pas représentés en scène (sinon par des artifices de théâtre, selon les mises en scène), mais ils possèdent leurs thèmes caractéristiques dans la musique.

## Personnages

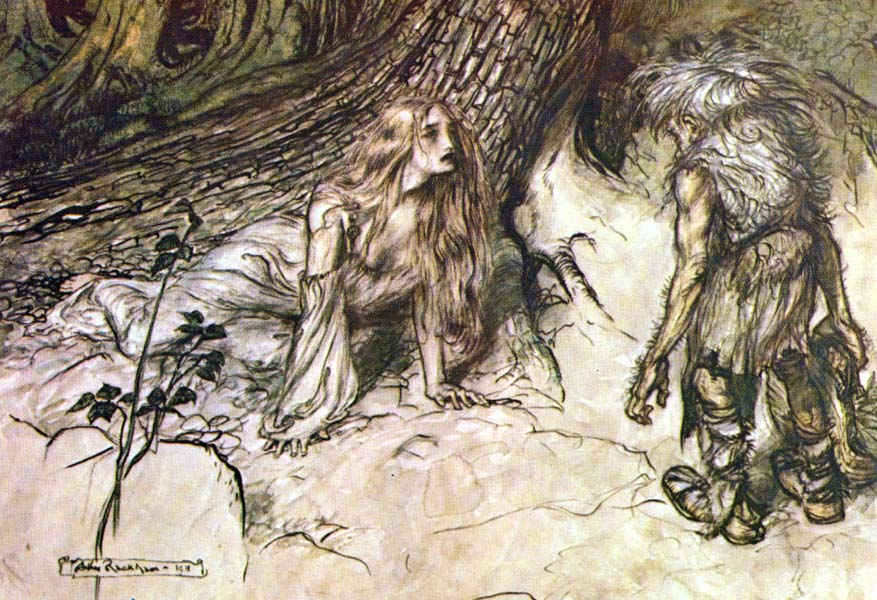
Mime recueille Sieglinde dans la forêt.

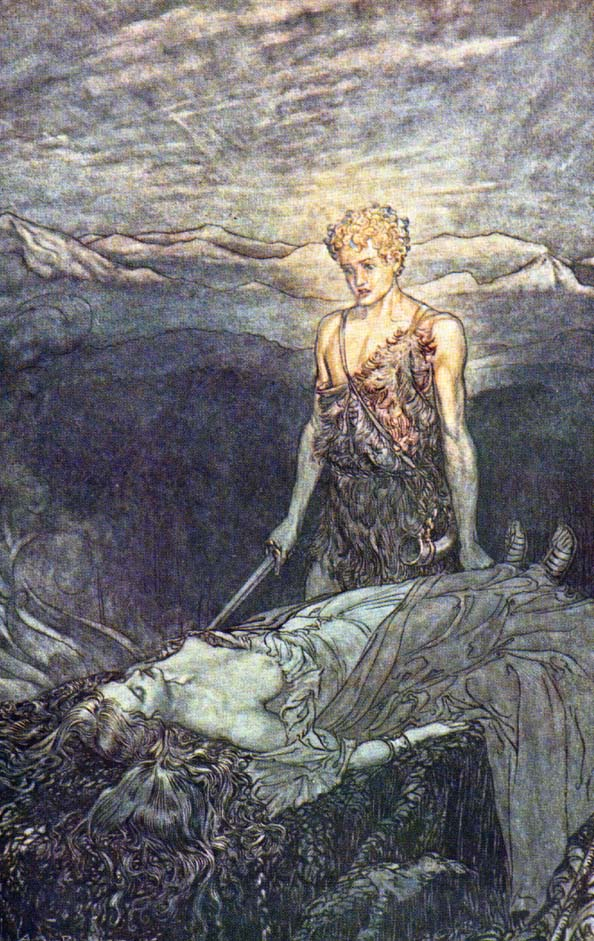
Siegfried découvre la femme et la peur avec la vision de Brünnhilde endormie.

### Liste alphabétique des rôles, leur nature et de leur tessiture
| Personnage   | Nature        | Tessiture                  |
| ------------ | ------------- | -------------------------- |
| Alberich     | Niebelung     | Baryton-basse              |
| Brünnhilde   | Walkyrie      | Soprano                    |
| Le Chien     | Animal        |                            |
| Les Corbeaux | Animal        |                            |
| Le Crapaud   | Animal        |                            |
| Donner       | Dieu          | Baryton-basse              |
| Erda         | Déesse        | Contralto                  |
| Fafner       | Géant         | Basse profonde             |
| Fasolt       | Géant         | Basse chantante ou baryton |
| Floßhilde    | Fille du Rhin | Alto                       |
| Freia        | Déesse        | Soprano lyrique            |
| Fricka       | Déesse        | Mezzo-soprano dramatique   |
| Froh         | Dieu          | Ténor lyrique              |
| Gerhilde     | Walkyrie      | Soprano                    |
| Grane        | Animal        |                            |
| Grimgerde    | Walkyrie      | Mezzo-soprano              |
| Gunther      | Giebichung    | Baryton                    |
| Gutrune      | Giebichung    | Soprano lyrique            |
| Hagen        | Giebichung    | Basse                      |
| Helmwige     | Walkyrie      | Soprano                    |
| Loge         | Dieu          | Ténor lyrique              |
| Le Loup      | Animal        |                            |
| Mime         | Niebelung     | Ténor                      |
| L'Oiseau     | Animal        | Soprano                    |
| Ortlinde     | Walkyrie      | Soprano                    |
| Roßweiße     | Walkyrie      | Mezzo-soprano              |
| Schwertleite | Walkyrie      | Mezzo-soprano              |
| Siegrune     | Walkyrie      | Contralto                  |
| Siegfried    | Wälsung       | Ténor héroïque             |
| Siegmund     | Wälsung       | Ténor                      |
| Sieglinde    | Wälsung       | Soprano lyrique            |
| Waltraute    | Walkyrie      | Mezzo-soprano              |
| Wellgunde    | Fille du Rhin | Mezzo-soprano              |
| Woglinde     | Fille du Rhin | Soprano                    |
| Wotan        | Dieu          | Baryton-basse              |

### Dieux et déesses
- Donner : Dieu du tonnerre, des combats et des nuées. Frère de Froh et Freia. Il incarne la force brutale qui s'oppose aux traités[3]. C'est un personnage symbolique : il représente la tension émotionnelle qui s'accumule dans l'esprit de Wotan[4].

- Erda : Déesse de la sagesse, mère des Nornes et des Walkyries, figure la plus poétique de la Tétralogie. Prophétesse, elle met en garde Wotan contre le Crépuscule des dieux, mais elle perd son pouvoir prophétique (Siegfried, Acte III, Scène 1). Elle symbolise l'état du sommeil[5],[6]. Pour le rôle d'Erda, Wagner a recours à une voix de contralto[7].

- Freia : Déesse de la jeunesse, sœur de Froh et Donner. C'est le symbole de l'amour et de la féminité. Elle règne sur les pommes d'or de longue vie. C'est un rôle de soprano lyrique aigu[6]. Personnification de la force de l'amour et de la vie, elle réunit les déesses païennes Idunn et Freyja[8].

- Fricka : Déesse, épouse de Wotan. Gardienne de l'ordre établi et des liens du mariage. Elle incarne la légitimité, le respect des lois et la parole donnée. Elle intervient pour souligner les contradictions de Wotan[9]. Son rôle doit être joué par une mezzo-soprano élégante et autoritaire[6].

- Froh : Frère de Freia et Donner. Son rôle est très modeste et sa fonction est purement dramatique. Ses rares interventions chantées sont diatoniques[3]. Rôle de ténor lyrique.

- Loge : Dieu du feu. Il manipule Wotan en lui soufflant le vol de l'or. C'est le plus malin, le plus malicieux, le plus fourbe des dieux. Il emprisonne Brünnhilde sur son rocher et anéantit le Walhalla. Personnage clé, c'est la figure essentielle du final de chacune des trois journées du Ring[9]. Son rôle peut être confié à un ténor héroïque ou à un ténor de caractère[10].

- Wotan : Personnage central et le plus complexe de la Tétralogie. Honoré des titres de père des Armées et auguste gardien des pactes : ceux-ci sont gravés en runes sur sa lance. Il doit se soumettre aux traités qu'il a lui-même conclu.

Il est le père des dieux, époux de Fricka, père des Walkyries, de Siegmund et Sieglinde. De nombreux épisodes dépendent de ses crimes, de ses revirements, de ses abandons successifs. Sa soif de puissance va mener le monde à sa perte. Son rôle doit être interprété par un baryton-basse avec une large tessiture. En effet, L'Or du Rhin, La Walkyrie et Siegfried demandent pour le personnage presque trois voix différentes (du baryton à la basse),.
Wotan est appelé « Le Voyageur » (Der Wanderer) dès le deuxième acte de La Walkyrie. Il est aussi Waelse, le loup père des Waelsungen Siegmund et Sieglinde dans La Walkyrie. Plusieurs leitmotivs sont liés au personnage : le thème du Walhalla, ceux du Voyageur, de la colère et le thème des pactes.

### Walkyries
(En allemand « Walküre », sing., « Walküren », plur.)
Les Walkyrie sont chargées de guider les héros morts vers le Walhalla pour bâtir l'armée de Wotan.
- Brünnhilde : La Walkyrie, fille préférée de Wotan et fille d'Erda, demi-sœur de Siegmund, de Sieglinde et des autres Walkyries. Elle a la volonté et la pugnacité de son père, ainsi que la sagesse de sa mère. Elle connaît une grande évolution au cours de l'œuvre. Initialement totalement dévouée à la volonté de son père (La Walkyrie, acte II, scène 2) elle s'en affranchit (acte II, scène 4), jusqu'à la divinité[5]. Elle tient entre ses mains l'avenir du monde, mais n'en prend conscience qu'à la fin de la Tétralogie. Elle se sacrifie pour rendre possible le Crépuscule des dieux[11]. Cet immense rôle féminin, le plus long de tout le répertoire lyrique, doit être interprété par une soprano, mais rares sont les cantatrices qui s'y trouvent à l'aise du début à la fin[réf. souhaitée].

- Grimgerde : Une des Walkyries. Fille de Wotan, chargée avec ses sœurs d'amener les héros morts au Walhalla, mezzo-soprano.

- Gerhilde : Une des Walkyries Fille de Wotan, chargée avec ses sœurs d'amener les héros morts au Walhalla, soprano.

- Helmwige : Une des Walkyries. Fille de Wotan, chargée avec ses sœurs d'amener les héros morts au Walhalla, soprano.

- Ortlinde : Une des Walkyries. Fille de Wotan, chargée avec ses sœurs d'amener les héros morts au Walhalla, soprano.

- Roßweiße (orthographe moderne : Rossweisse) : Une des Walkyries. Fille de Wotan, chargée avec ses sœurs d'amener les héros morts au Walhalla, mezzo-soprano.

- Schwertleite : Une des Walkyries. Fille de Wotan, chargée avec ses sœurs d'amener les héros morts au Walhalla, mezzo-soprano.

- Siegrune : Une des Walkyries. Fille de Wotan, chargée avec ses sœurs d'amener les héros morts au Walhalla, contralto.

- Waltraute : Une des Walkyries. Fille de Wotan, chargée avec ses sœurs d'amener les héros morts au Walhalla. Elle essaie de réconcilier Brünnhilde avec son père et de la faire revenir au Walhalla en lui demandant de se séparer de l'anneau. Elle se détache des autres Walkyries car elle est capable de penser par elle-même. Comme sa sœur, elle ose braver l'interdit de son père[14]. Rôle de mezzo-soprano.

### Géants
Deux Géants, Fafner et Fasolt, ont construit le Walhalla :
- Fafner : Aîné des Géants, il est plus complexe que son frère Fasolt. Il comprend ce qu'il pourrait tirer de l'anneau, mais après l'avoir récupéré et tué son frère pour être seul à le posséder, il ne sait plus quoi en faire. Après avoir tué son frère, il se transforme en dragon. Dans Siegfried c'est un dragon assoupi et débonnaire comme l'était Fasolt avant de mourir[9],[15]. Il est tué par Siegfried. L'aspersion de son sang rend Siegfried invincible là où il a été éclaboussé : partout sauf dans le dos. Ce rôle est joué par une voix de basse profonde et grave pour exprimer l'ampleur du Géant[7].

- Fasolt (de) : Frère cadet de Fafner, ce personnage est à la fois gentil, soumis et amoureux. À l'inverse de Fafner, il doit être joué par une basse chantante ou un baryton[6].

### Nibelungs
(En allemand « Niebelung » sing., « Niebelungen » plur.)
Nains vivant dans les entrailles de la Terre, qui maîtrisent la matière et l'art de la travailler.
- Alberich : Frère de Mime et père de Hagen. C'est le roi des Nibelungs. Il rêve de devenir le maître du monde. Il vole l'or aux Filles du Rhin, forge l'anneau et proclame plus tard sa malédiction. Après avoir perdu l'anneau à la scène 4 de l'Or du Rhin il n'a qu'une obsession : le récupérer. Cette obsession ne subit pas les outrages du temps. C'est l'un des responsables de la catastrophe finale [16],[5]. Le personnage d'Alberich apparaît dans trois des opéras du cycle. Il doit être interprété par une voix de baryton et doit avoir un timbre propre à exprimer la colère et la haine[7].

- Mime : Nibelung, frère d'Alberich, forgeron. C'est un habile ouvrier ; il forge le Tarnhelm pour Alberich, mais il est constamment en retard. Il est tué par Siegfried. C'est un rôle de ténor de caractère et puissant ; c'est presque le rôle principal de Siegfried[16].

### Wälsungs
(En allemand « Wälsung » sing., « Wälsungen » plur.)
Les « Enfants du Loup » : ce sont les descendants d'une mortelle et de Wotan (alors appelé Wǎlse ou Waelse, sous forme de loup). Ils ont l'instinct sauvage et la liberté par lesquels Wotan espère libérer le monde malgré ses propres contraintes (les pactes qu'il a conclus et auxquels il ne peut se soustraire). Leurs noms commencent tous par Sieg (« victoire »).
- Siegfried : Fils des jumeaux Siegmund et Sieglinde. Il est physiquement présent dans les deux dernières journées. Son thème puissant apparaît dès la La Walkyrie (acte III, scène 1). Il reforge Notung, l'épée brisée par Wotan. Il est aimé de Brünnhilde qu'il réveille sur son rocher. Dans le Crépuscule des dieux, il est finalement tué par Hagen. À l'origine, il était le personnage central du mythe. Dans Siegfried on le voit gravir avec les étapes de son développement[9]. Le personnage peut aussi être considéré comme une allégorie de l'adolescence[17]. C'est un rôle de ténor héroïque (Heldentenor) avec une voix forte pouvant dominer la puissance orchestrale[10].

- Sieglinde : Fille terrestre de Wotan (sous forme de loup, sous le nom de Waelse), sœur jumelle de Siegmund, mère de Siegfried. Elle incarne le premier mouvement de révolte du Ring. Elle quitte son époux Hunding, séduite par son frère jumeau (Siegmund)[9]. Une voix de soprano lyrique est nécessaire pour à ce rôle[16].

- Siegmund : Fils de Wotan (sous le nom de Waelse), frère jumeau de Sieglinde, père de Siegfried. Il est trahi et tué par son père, à la demande de Fricka. Il était conçu par Wotan pour réaliser « l'exploit rédempteur » : récupérer l'anneau et le rapporter aux dieux. C'est un combattant courageux et altruiste. Il est la première victime des contradictions de Wotan. Son rôle est joué par une voix de ténor[7],[6].

### Filles du Rhin
Ce sont soit des nymphes, des ondines, des nixes ou des sirènes. Elles sont chargées par leur père (le Rhin) de veiller sur l'or caché au fond du fleuve.
- Floßhilde (orthographe moderne : Flosshilde) : Sœur de Wellgunde et Woglinde. Ce serait la plus âgée et la plus prudente : c'est elle qui met en garde ses sœurs contre Alberich, sans résultats.

- Wellgunde : Sœur de Woglinde et Flosshilde.

- Woglinde : Sœur de Wellgunde et Flosshilde.

### Gibichungen(humains)
Une famille régnant sur le Rhin selon un système monarchique.
- Gunther : Roi des Gibichungen, fils des humains Gibich et de Grimhilde ; demi-frère de Hagen. Il épouse de force Brünnhilde. En réalité, il incarne la proie idéale : sans personnalité, sans désir et sans volonté, il ne jouit d'aucune autonomie. Le personnage doit être interprété par un baryton[6],[9].

- Gutrune : Sœur de Gunther, elle partage les mêmes valeurs que lui. Elle séduit Siegfried lorsqu'il est sous l'emprise du philtre d'oubli. Elle est sincèrement amoureuse de Siegfried et ne découvrira qu'à la fin qu'elle n'est qu'une marionnette dans les mains de Hagen[9]. Elle a peu de caractère et est inexistante face à Brünnhilde. Elle est jouée par un soprano dramatique ou lyrique. L'avantage de donner le rôle à une soprano lyrique permet au directeur musical et au metteur en scène d'utiliser la même cantatrice pour exécuter les rôles de Freia et de Gutrune[6].

- Hagen : Fils d'Alberich et de la mortelle Grimhilde, également mère de Gunther et Gutrune. Il manipule Gunther et Gutrune. Il conçoit le piège de Siegfried puis le tue. C'est une basse classique[10].

### Animaux
- L'Oiseau (en allemand « Waldvogel », l'Oiseau de la Forêt) : Mystérieux et prophétique, il guide Siegfried dans la forêt puis lui montre le chemin jusqu'au rocher de Brünnhilde. L'Oiseau représente un aspect de la nature[18] et il est musicalement représenté par deux thèmes : Oiseau de la forêt et Avertissement. Il doit être interprété par une voix de soprano[19].

- Le Crapaud : Il représente la dissimulation, la disgrâce et la laideur. Un leitmotiv lui est associé[19].

- Les Corbeaux : Ils représentent la disgrâce et jouent un rôle important à deux reprises : en provoquant la mort de Siegfried (c'est en regardant les corbeaux que Siegfried tourne le dos à Hagen) et en servant d'intermédiaire au déclenchement de l'embrasement du Walhalla[19].

- Grane : Cheval de Brünnhilde, symbole de courage et de fidélité.

- Le Loup : Symbole de force, de courage et d'esprit d'indépendance. Le « W » de « wolf » (« loup » en allemand) se retrouve dans des noms à connotation positive[20].

- Le Chien : Symbole d'asservissement. Le « H » de « hund » (« chien » en allemand) se retrouve dans des noms à connotation négative[20].

### Autres personnages
- Hunding : Époux de Sieglinde. Il combat Siegmund mais ne le tue pas. Il est chargé par Wotan de prévenir Fricka que ce dernier a tué Siegmund. Tout combattant qu'il puisse être, Wotan n'en a pas besoin au Valhalla.

- Les Trois Nornes : Filles d'Erda. Chacune lit une partie du savoir éternel : le passé, le présent et le futur. Elles sont interprétées par trois voix de femmes différentes : voix de contralto pour le passé, voix de mezzo-soprano pour le présent et voix de soprano pour le futur.

- Les Vassaux : Ce sont les hommes de Gunther. Ils sont facilement manipulables et sont soumis à l'autorité des dieux et des seigneurs. Ils se laissent influencer par Hagen qui se sert d'eux pour donner une apparence de légitimité à l'assassinat de Siegfried. Ils ont donc plus qu'un simple rôle décoratif[21].

## Ordre d'apparition
| Personnages  | Voix                               | L'Or du Rhin | La Walkyrie | Siegfried       | Le Crépuscule des dieux |
| Woglinde     | Soprano                            | x            |             |                 | x                       |
| Wellgunde    | Soprano                            | x            |             |                 | x                       |
| Flosshilde   | Mezzo-soprano                      | x            |             |                 | x                       |
| Alberich     | Baryton                            | x            |             | x               | x (rêve de Hagen)       |
| Fricka       | Mezzo-soprano                      | x            | x           |                 |                         |
| Wotan        | Baryton, baryton-basse (Siegfried) | x            | x           | x (le Voyageur) |                         |
| Freia        | Soprano                            | x            |             |                 |                         |
| Fasolt       | Basse                              | x            |             |                 |                         |
| Fafner       | Basse profonde                     | x            |             | x (dragon)      |                         |
| Froh         | Ténor                              | x            |             |                 |                         |
| Donner       | Baryton                            | x            |             |                 |                         |
| Loge         | Ténor                              | x            |             |                 |                         |
| Mime         | Ténor                              | x            |             | x               |                         |
| Erda         | Contralto                          | x            |             | x               |                         |
| Siegmund     | Ténor                              |              | x           |                 |                         |
| Sieglinde    | Soprano                            |              | x           |                 |                         |
| Hunding      | Basse                              |              | x           |                 |                         |
| Brünnhilde   | Soprano                            |              | x           | x               | x                       |
| Helmwige     | Soprano                            |              | x           |                 |                         |
| Gerhilde     | Soprano                            |              | x           |                 |                         |
| Waltraute    | Mezzo-soprano                      |              | x           |                 | x                       |
| Ortlinde     | Soprano                            |              | x           |                 |                         |
| Siegrune     | Mezzo-soprano                      |              | x           |                 |                         |
| Rossweisse   | Contralto                          |              | x           |                 |                         |
| Grimgerde    | Contralto                          |              | x           |                 |                         |
| Schwertleite | Contralto                          |              | x           |                 |                         |
| Siegfried    | Ténor                              |              |             | x               | x                       |
| L'Oiseau     | Soprano                            |              |             | x               |                         |
| 1re Norne    | Contralto                          |              |             |                 | x                       |
| 2e Norne     | Mezzo-soprano                      |              |             |                 | x                       |
| 3e Norne     | Soprano                            |              |             |                 | x                       |
| Gunther      | Baryton                            |              |             |                 | x                       |
| Hagen        | Basse profonde                     |              |             |                 | x                       |
| Gutrune      | Soprano                            |              |             |                 | x                       |